# Électrolyse de Kolbe
L'électrolyse de Kolbe est une méthode d'électrosynthèse qui consiste en l'électrolyse d'une solution aqueuse de sel d'acide carboxylique et l'obtention d'un hydrocarbure et un dégagement de CO2.
Dans la réaction, entrent en jeu des radicaux libres selon le schéma qui suit:

à l'anode :

{\displaystyle {RCO_{2}}^{-}\,\rightarrow \,RCO_{2}^{\bullet }\,+\,e^{-}}
{\displaystyle RCO_{2}^{\bullet }\,\rightarrow \,R^{\bullet }\,+\,CO_{2}}
{\displaystyle 2R^{\bullet }\,\rightarrow \,R_{2}}

à la cathode:

{\displaystyle H_{2}O\ +\ e^{-}\ \rightarrow \ OH^{-}\ +\ 1/_{2}H_{2}}

La réaction globale est la suivante : 

{\displaystyle 2RCO_{2}Na\ +\ 2H_{2}O\ \rightarrow \ R_{2}\ +\ 2CO_{2}\quad +\quad 2NaOH\ +\ H_{2}}

L'électrolyse de Kolbe ne doit pas être confondue avec la réaction de Kolbe qui participe à la synthèse de l'aspirine.